# وفيق ناصر
وفيق ناصر هو ضابط استخبارات سوري سابق شغل منصب رئيس فرع شعبة الاستخبارات العسكرية في عدة محافظات من عام 2011 حتى 2023.

## المسيرة المهنية
خدم كعميد في الحرس الجمهوري في السنوات الأولى من الحرب الأهلية السورية وشارك في مداهمات درعا.
كان ناصر رئيس فرع المخابرات العسكرية في محافظة السويداء من أكتوبر 2011 حتى عام 2018.
تم تعيينه رئيسًا للجنة الأمنية في جنوب سوريا التي ترأسها من 2012 حتى 2017.
أُوكلت إليه إدارة المخابرات العسكرية السيطرة على محافظة حلب في أبريل 2022، بعد فشل إدارة المخابرات العامة في المحافظة على السيطرة.
تم إجباره على التقاعد في يناير 2023.

## العقوبات
فرضت وزارة الخزانة الأمريكية عقوبات عليه في يوليو 2021.